# Asher Weisgan
Asher Weisgan (* 1966; † 22. Dezember 2006) war ein israelischer Attentäter, der am 17. August 2005 vier Palästinenser erschoss und zwei weitere durch Schüsse verletzte. Die Tat ereignete sich in der Nähe der israelischen Siedlung Shiloh im Westjordanland. Weisgan wollte einen palästinensischen Racheakt auslösen und dadurch den Friedensplan Scharons (Israels einseitiger Abkoppelungsplan) unterlaufen.

## Attentat
Weisgan, der in der Siedlung Shvut Rachel lebte, kannte zwei seiner Opfer, die Brüder Bassam und Usama Tawafsha, die im benachbarten palästinensischen Dorf Sanjal lebten.
Nachdem er sie und ein weiteres Opfer als Anhalter mitgenommen hatte, nutzte er die Gelegenheit und erschoss sie. Er entwendete einer israelischen Sicherheitskraft eine Waffe und eröffnete das Feuer auf die Palästinenser, wobei er einen weiteren an seinem Arbeitsplatz erschoss. Insgesamt tötete er: Khalil Muhammad Ra’uf Saleh Wleiwel, Ahmad ’Ali Hassan Mansur, Bassam Mussa Ahmad ’Odeh Tawafshah und dessen Bruder Usama Mussa Ahmad ’Odeh Tawafshah.
Weisgan arbeitete als Busfahrer und beförderte palästinensische Arbeiter in die Aluminiumfabrik der Siedlung Shvut Rachel, wo die Opfer arbeiteten. Die Zeitung Haaretz zitierte Weisgan: „Es tut mir nicht leid, was ich getan habe. Ich hoffe, jemand tötet Scharon.“

## Urteil
Am 27. September 2006 wurde Weisgan zu viermal lebenslänglich plus 12 Jahren verurteilt. Des Weiteren wurde er zu einem Schadensersatz von jeweils 228.000 Schekeln für jede der Familien der Ermordeten und 100.000 Schekel für den Verwundeten verurteilt. Weisgan erklärte, er fühle keine Reue für seine Taten, da dies eine notwendige Verteidigungshandlung des israelischen Volkes gewesen sei. Er hoffe weiterhin, dass Ariel Scharon ebenfalls ermordet werde.
Weisgan erhängte sich am 22. Dezember 2006 im Gefängnis.